# Latvanen
Latvanen är en sjö i kommunen Villmanstrand i landskapet Södra Karelen i Finland. Sjön ligger 63,5 meter över havet. Arean är 1,13 kvadratkilometer och strandlinjen är 10,93 kilometer lång. Sjön  ingår i Urpalanjokis huvudavrinningsområde.   Den ligger omkring 19 km sydväst om Villmanstrand och omkring 180 km nordöst om Helsingfors. 